# Il grande miracolo
Il grande miracolo is een oorlogsmonument aan de Pleinweg in de Nederlandse stad Rotterdam. Het monument herdenkt de twintig Nederlandse verzetsmensen die op 12 maart 1945 aan de Goereesestraat in Rotterdam-Zuid door de Duitse bezetters werden gefusilleerd. Het kunstwerk van Marino Marini werd in 1955 aangeschaft ter vervanging van een eenvoudig gedenkteken dichtbij, dat moest wijken voor nieuwbouw. Het werd op 3 mei 1958 door een zoon van een van de gefusilleerden onthuld. 
In 1988 werd het beeld verplaatst naar de andere kant van de Pleinweg. Daar werd het voorzien van een achtergrond van witte betonnen platen wat de zichtbaarheid vergroot. Op de twee haaks op elkaar staande wanden is een tekst aangebracht:
'VOOR DE ONGENOEMDEN DIE VIELEN VOOR DE VRIJHEID ONSTERFELIJK DOOR HET OFFER VAN HUN LEVEN'

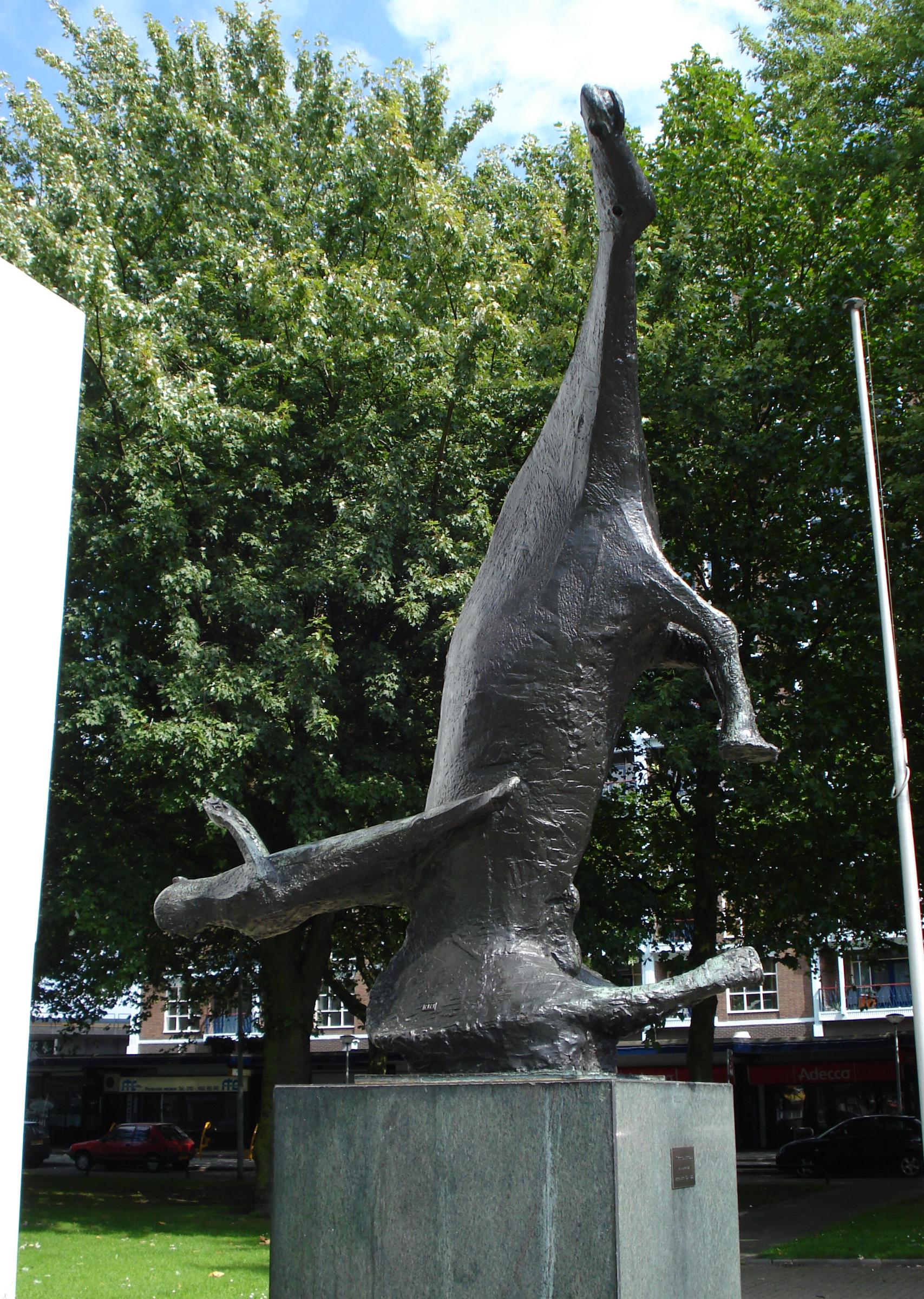
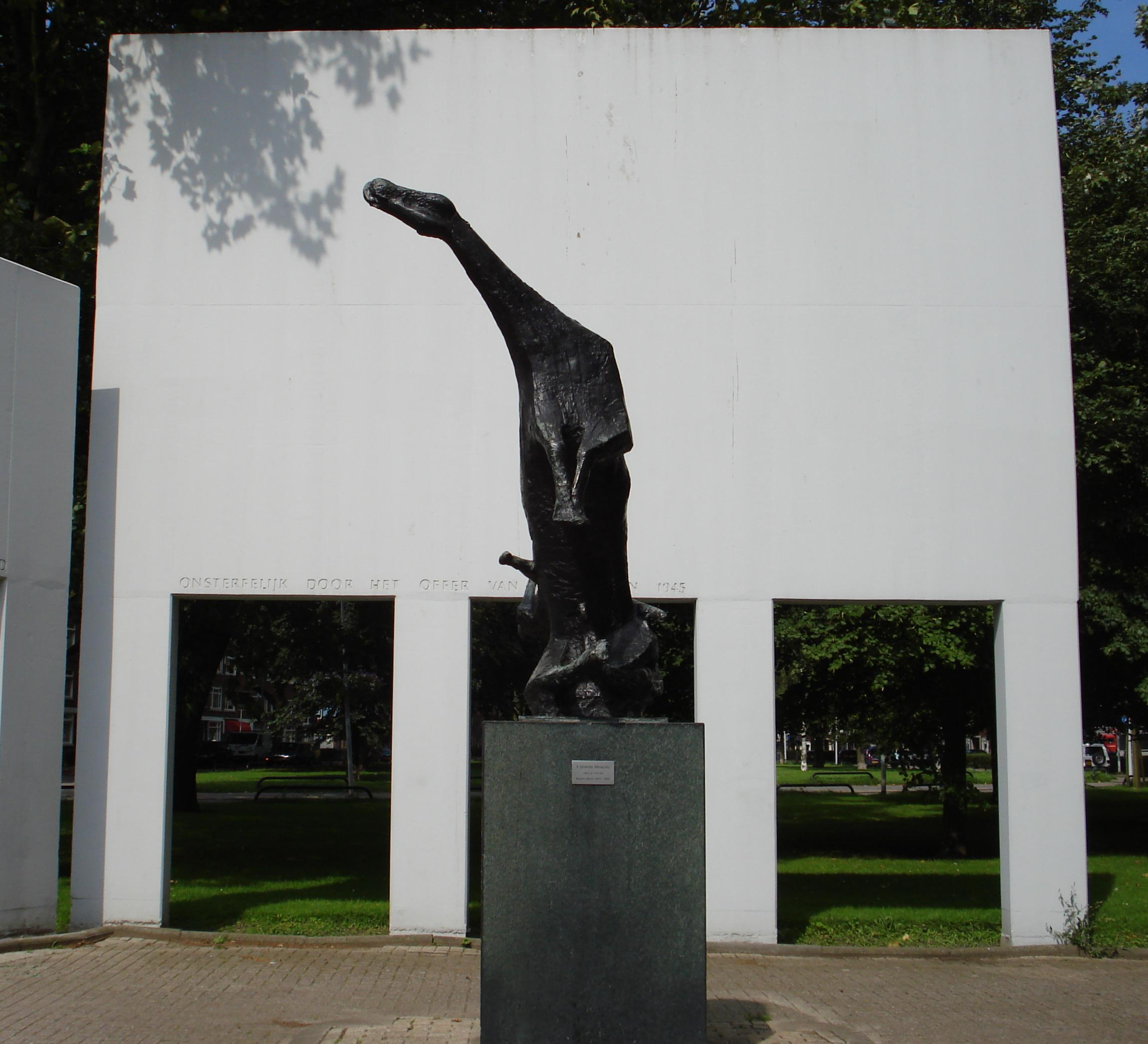
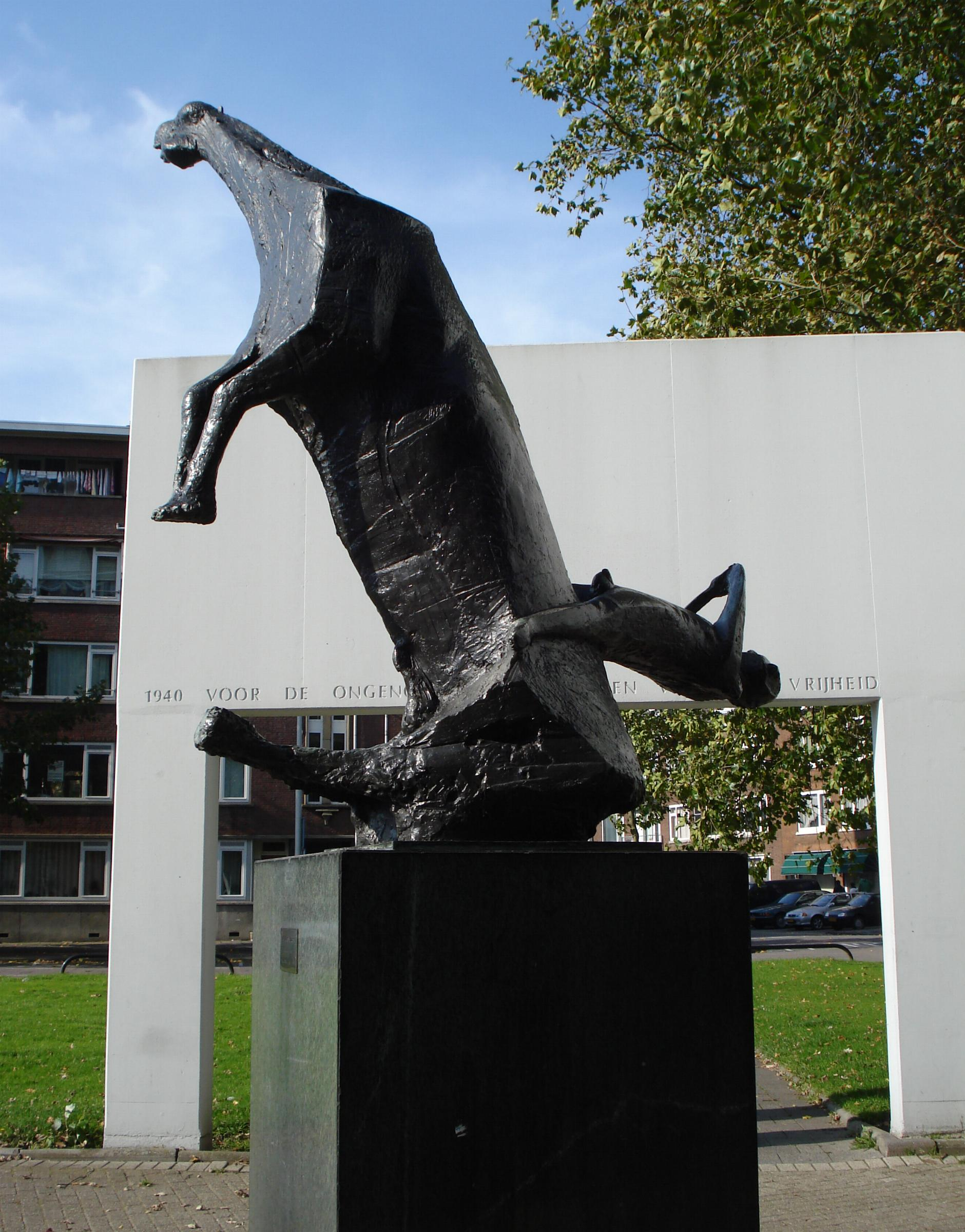

Het beeld bestaat uit een steigerend paard, dat uit angst voor een dichtbij inslaande bom, zijn berijder afwerpt. Het symboliseert de weerloosheid van mensen in oorlogssituaties. 
Het kunstwerk is onderdeel van de Rotterdamse Internationale Beelden Collectie.